# ヴァンパイア・レスタト
『ヴァンパイア・レスタト』（英語: The Vampire Lestat）は、アン・ライスの小説『夜明けのヴァンパイア』から始まる一連のシリーズ小説。
第1作『夜明けのヴァンパイア』で脇役だったレスタトが主人公となり展開する。

## あらすじ
1960年代に目覚めたヴァンパイア、レスタトが、自身の種族の存在を知らしめるべく、音楽を介して自らの思いを伝えようと思い立つ。

## 登場人物
レスタト・ド・リオンクール
金髪の美しい貴族の子息。自らを閉じ込めている環境に辟易し、親友ニコラと共にパリへと向かう。向かった劇場で自分のアイデンティティを得るが、放浪者マグナスに気に入られ、連れ去られた塔でヴァンパイアにされてしまう。悪人からしか血を吸わないと決めており、そのスタンスから、（ルイとは違った種類の愛で）人間を心の奥底で深く愛していることがわかる。後にルイに恋着し、依存関係に陥る。現代に蘇ってからは、自分達の存在を世に知らしめるため、バンドの力を使うことを思い立った。
ニコラ
商人の息子で、天才的なヴァイオリン弾き。レスタトに惹かれ、共にパリまで来るものの、自身の才能や環境に悩み、自滅していった。レスタトに複雑な感情を抱いており、レスタトに言わせればルイと同種の人物らしい。後にレスタトの手によってヴァンパイアにされるが……。
ガブリエル・ド・リオンクール
レスタトの母親。後にレスタトによってヴァンパイアとなる。レスタトが「闇の業」を与えた最初の人物。機敏で聡明。ヴァンパイアになってからは少年のような若々しさを見せる。
アルマン
鳶色の髪の美青年。マリウスによってヴァンパイアにされた。恐らく19世紀末時点で400歳以上。ロシア・スラブ地方の生まれだったが、奴隷商人にさらわれ、売春窟へと売られ屈辱と絶望の日々を過ごす。そのさなか、反抗し続けていると後の師マリウスに引き取られた。マリウスとは師弟関係を通り越して恋愛関係にまでいっていた。後にマリウスを目の前で殺され、絶望のままカヴンのリーダーとなる。レスタトと出合った後は、劇場で暮らしているようだ。
マリウス
古代ローマ時代より生きるヴァンパイア。アルマンをヴァンパイアにした張本人。
ルイ
レスタトが恋着する、最も人間に近い、苦悩するヴァンパイア。前作の主人公。彼が製作に携わった「夜明けのヴァンパイア」は、レスタトが存在を知らしめることへの興味を書き立てるもととなった。
クロウディア
レスタトによってヴァンパイアとなった少女。成長しない体にしたレスタトを憎み、追い詰めて死亡寸前に追い詰めたものの、後に劇場のヴァンパイアたちによって処刑されてしまった。